# Dictyna arundinacea
Het Dictyna arundinacea (tên tiếng Anh: heidekaardertje) là một loài nhện trong họ Dictynidae.
Loài này thuộc chi Dictyna. Dictyna arundinacea được Carolus Linnaeus mô tả năm 1758.